# 平峰一貴
平峰 一貴（ひらみね かずき、1992年1月7日 - ）は、大阪府箕面市出身のレーシングドライバー。2022年のSUPER GT・GT500クラスチャンピオン。身長171cm、体重74kg。

## 経歴

### レーシングカート
4歳の時にレーシングカートに初めて乗り、その魅力のとりこになる。将来はF1ドライバーになりたいと夢を描く少年だった。以後カートレースを続け、同じ世代のライバルには松下信治、中山雄一などがいる。

### イギリス留学
カートを続ける中で平峰は、将来レーサーとしてプロになるため、そしてF1にたどり行くためにも英語を身に着ける重要性を感じていた。2006年、中学3年生に進級するタイミングでイギリスへ留学。現地では避けられないアジア人に対する偏見なども体感する。イギリスでの生活が落ち着き始めるとカート場にも足を運び、いくつかのカート選手権にも参戦した。2008年はフォーミュラ・ルノー2.0 UK BARCやフォーミュラ・ルノー・ウインターシリーズに参戦し四輪レースを経験する。

### 帰国-SRS-F
留学から帰国後、2009年にホンダが主宰する鈴鹿サーキットレーシングスクール（SRS-F）を受講。ここでフォーミュラレースへの適性を評価され、スカラシップを獲得。2010年からフォーミュラチャレンジ・ジャパン (FCJ / 後のF4）に参戦。2010年は開幕戦からコンスタントに表彰台に立ち、ランキング3位を獲得。2011年は第2戦で初優勝を挙げると、年間3勝を挙げランキング4位となった。このFCJでは平川亮、高星明誠、勝田貴元、小河諒、松下信治、坪井翔、藤波清斗、元嶋佑弥と同じフィールドで戦った。
2012年より全日本F3選手権へフル参戦。同じHFDPレーシングに所属したチームメイトは野尻智紀であった（ただし野尻は全日本選手権の懸かるCクラス、平峰は型落ちシャシーによるNクラス）。Nクラスでシーズン4勝を挙げ、最終戦まで佐々木大樹とチャンピオン争いを展開したが、最終的には及ばずシリーズ2位となった。同シーズン終了後、自身の中で今まで目指し憧れの世界だったレース現場での現実に思うところがあり、日本のレース界とホンダの育成プログラムから離れることを決意する。

### 一時引退-復帰
2013年は模索の年となった。できることならば再度イギリスへ渡ってレースがしたいという願望があり、その資金を準備したいとも考えていたものの現実的な話ではなかった。単身上京すると家賃3万円の風呂・トイレなし古アパートの一室を借りる。そして飲食店の厨房で一日中調理に携わり、ほかにもポスティングのアルバイトなど人生勉強の時期を過ごす。この間、レース関係者から「今何してるの?」「どうして辞めたの?」という連絡もいくつかあり、持参金持ち込みでレースに出ないかという話もいくつかもらっていたが、ペイドライバーにはならないという信念を持っていた平峰はそれをすべて断っていた。そんな中で大阪・摂津の「トレーシースポーツ」兵頭信一代表から「大丈夫か、生きてんのか？一度レースに戻ってこい。持参金も何もいらないから。」という熱い言葉をかけられ、スーパー耐久第7戦にTRACY SPORTSホンダ・S2000でスポット参戦。ここでST4クラス優勝チームの一員となった。その後、井入宏之がJLOC（ジャパン・ランボルギーニ・オーナーズ・クラブ）の則竹功雄会長に平峰を推薦するなど、周囲の関係者の尽力によってJLOCのGT300シート獲得へと話が進展。サードドライバーとして登録され、SUPER GT・300クラスへランボルギーニでスポット参戦できることとなった。

### GT300参戦
2015年、前年にスポット参戦したJLOCの正シートを得て、GT300クラスにランボルギーニ・ガヤルド GT3 FL2で参戦、レース界に本格復帰する。チームメイトとなった先輩・織戸学からレースでのタイヤの使い方や車について多くを学んだと述べている。JLOCでは2018年までGT300クラスにフル参戦したのに加えて、2016年シーズンはスーパー耐久シリーズでKONDO RACINGと日産自動車大学校による共同プロジェクトから参戦したST-Xクラスにてシーズン4勝を挙げてシリーズチャンピオンを獲得。

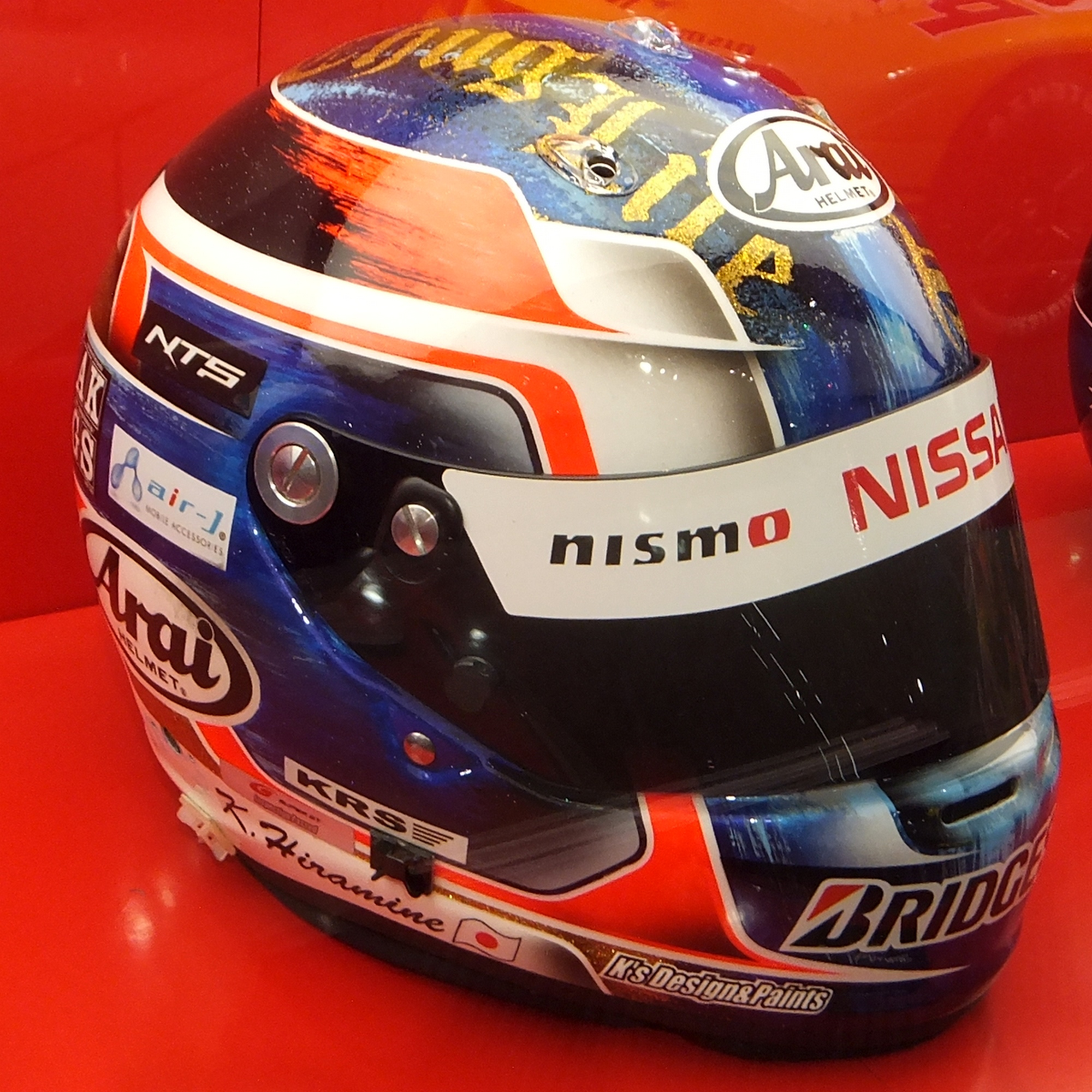
KONDO RACING所属時のヘルメット (2019年)

2019年からKONDO RACINGのGT300クラス参戦が決まり、サッシャ・フェネストラズのパートナーとして抜擢されGT-R NISMOで参戦するオファーを受け移籍、ニッサン（NISMO）陣営の一員となった。GT-R 56号車を駆り、第4戦チャーン（タイ）ラウンドで最高位となるクラス2位で表彰台に立つ。年間ではGT300クラスランキング6位でフィニッシュした。
KONDOレーシングでの2019年シーズン終了後、成績を評価したNISMOよりGT500クラスへのステップアップを提示される。初めてGT500マシンに乗ったテスト走行で平峰は気合が入りすぎたことと、ブレーキフィーリングがGT300とかなり違ったこともあり、開始直後の富士のストレートエンドでフロントをフルロックさせ、2セットしかないタイヤをいきなり壊してしまった。しかしこれを見ていたチームIMPUL監督の星野一義が「磨けば光る楽しみな素材、こういうのをうまく育ててみたい。」と評し、IMPULへの移籍加入が決まった。

### GT500参戦

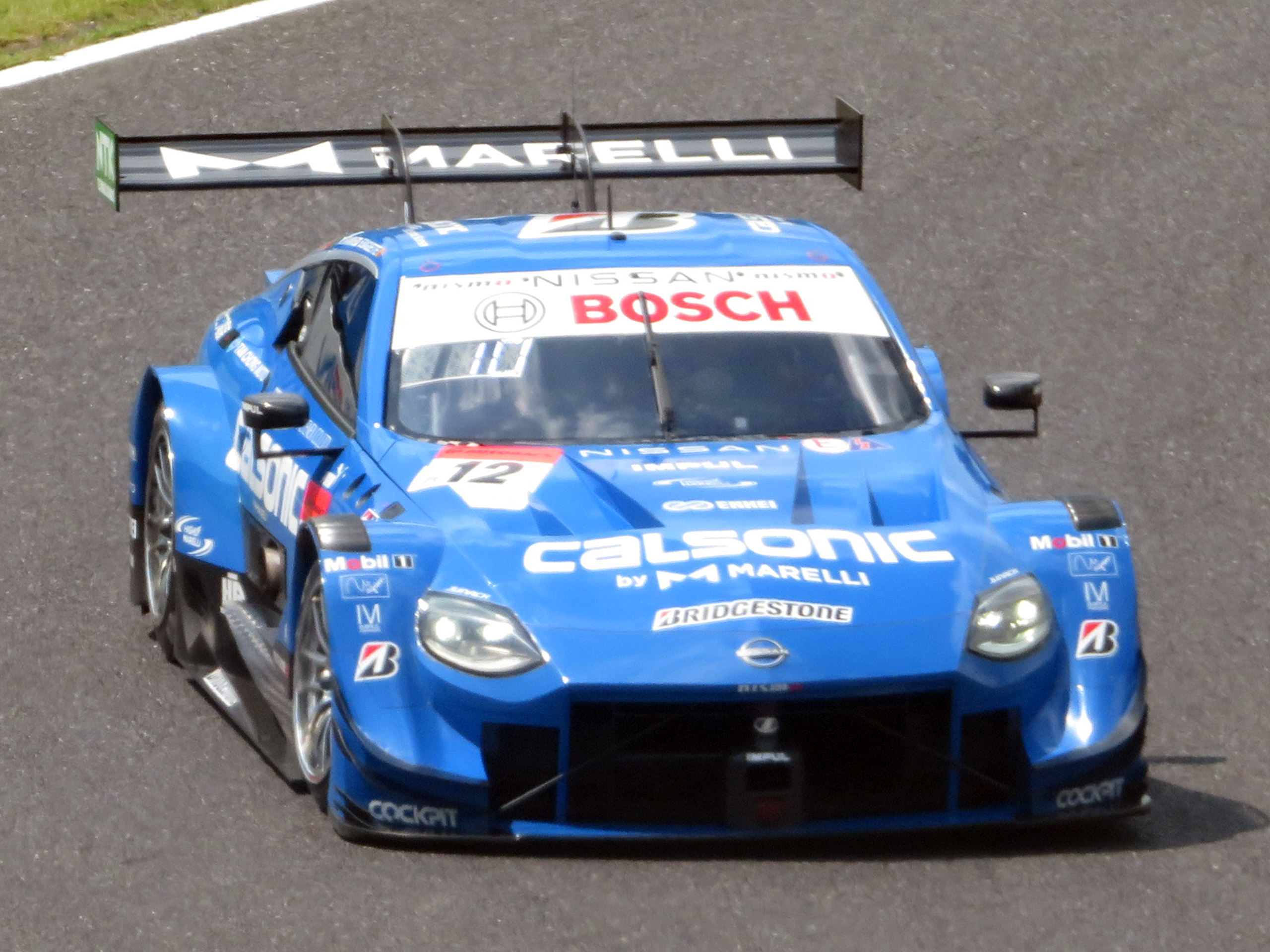
2022年GT500シリーズチャンピオンを獲得したカルソニック IMPUL Z

2020年、チームIMPULへ加入してのGT500クラス参戦がスタート。前半戦は苦戦を強いられたが、第5戦富士でシーズン初入賞を果たすと、第6戦鈴鹿では2位に終わるものの、優勝まであと一歩に迫る好パフォーマンスを見せた。
2021年は前年までフォーミュラ2を戦った松下信治が加入、第5戦スポーツランドSUGOでGT500初優勝を果たす。第7戦もてぎでは、最終ラップでのガス欠症状により優勝を逃すも3位表彰台を獲得。最終戦までに最後までタイトル争いを繰り広げ、ランキング8位に入った。
2022年には松下とトレードする形でホンダから加入したベルトラン・バゲットとコンビを組む。また、前年まで日産陣営のGT500車両が日産・GT-R NISMO GT500から日産・フェアレディZにスイッチ。第5戦鈴鹿で予選で最下位に沈むも、レース中盤にセーフティーカー導入のタイミングに乗じアンダーカットを成功させ、今季初優勝。そのままの勢いに残り3戦でコンスタントに上位入賞を続けGT500シリーズチャンピオンを獲得、IMPULに27年ぶりのGTタイトルをもたらした。
ゼッケン1をつけディフェンディングチャンピオンとして臨んだ2023年シーズンだったが、NISMO総監督の松村基宏が「IMPULとチャンピオンとなったNDDPのパフォーマンスに大きな差はなかったが、予選1周のアタックでのタイヤの準備や使い方はNDDPの方がレベルが若干高かった。」と評すように、Q2進出したのが1回だけというチームとして予選での走りに苦しんだ。決勝では後半戦すべてで5位以内の安定した速さを見せたが、ランキング5位となった。GT500参戦だけでなく、チームIMPULがスーパー耐久への参戦を本格化させたのを受け、第2戦富士24時間では中嶋一貴、星野一樹、大木一輝と組んでのカズキカルテットチームがトヨタ・ガズーレーシング(中嶋が副会長を務める)側の協力と日産ニスモの了解のもとを実現。カテゴリーの活性化に一役買った。
2024年も3年目となるバゲットとのコンビでGT500に参戦することが発表された。安定した決勝での速さを武器に第5戦SUGOと最終戦鈴鹿で3位表彰台を獲得、ランキング6位で終えた。
2025年も引き続きバゲットとのコンビでGT500クラスに参戦する。

## レース戦績
| 年   | シリーズ                                                          | チーム                         | レース | 勝利 | PP | FL | 表彰台 | ポイント | 順位  |
| ---- | ----------------------------------------------------------------- | ------------------------------ | ------ | ---- | -- | -- | ------ | -------- | ----- |
| 2008 | フォーミュラ・ルノー2.0・ウィンターカップ                         | EUROTEK MOTORSPORT             | 4      | 0    | 0  | 0  | 0      | 37       | 13位  |
| 2008 | フォーミュラ・ルノー・BARC・FR2000                                |                                | 2      | 0    | 0  | 0  | 0      | N/A      | N/A   |
| 2010 | フォーミュラチャレンジ・ジャパン                                  | HFDP/SRS スカラシップ/コチラ R | 12     | 0    | 0  | 0  | 7      | 48       | 3位   |
| 2011 | フォーミュラチャレンジ・ジャパン                                  | HFDP/SRS-F/コチラ R            | 13     | 3    | 3  | 4  | 3      | 45       | 4位   |
| 2011 | スーパー耐久 - ST-4                                               | TRACY SPORTS                   | 1      | 0    | 0  | 0  | 0      | 73.5‡    | 2位 ‡ |
| 2012 | 全日本F3選手権 - Nクラス                                          | HFDP RACING                    | 15     | 4    | 2  | 1  | 13     | 110      | 2位   |
| 2013 | スーパー耐久 - ST-4                                               | TRACY SPORTS                   | 1      | 1    | 0  | 0  | 0      | 115.5‡   | 1位‡  |
| 2014 | SUPER GT - GT300                                                  | JLOC                           | 1      | 0    | 0  | 0  | 0      | 0        | NC    |
| 2015 | SUPER GT - GT300                                                  | JLOC                           | 6      | 0    | 0  | 0  | 0      | 22       | 15位  |
| 2015 | ランボルギーニ・スーパートロフェオ・アジア - プロアマ             | JLOC                           | 6      | 1    | 1  | 1  | 2      | N/A      | N/A   |
| 2016 | SUPER GT - GT300                                                  | JLOC                           | 8      | 0    | 0  | 1  | 1      | 30       | 11位  |
| 2016 | セパン12時間耐久                                                  | JLOC                           | 1      | 0    | 0  | 0  | 0      | N/A      | 8位   |
| 2016 | スーパー耐久 - ST-X                                               | KONDO RACING                   | 6      | 4    | 0  | 1  | 6      | 137‡     | 1位‡  |
| 2016 | ランボルギーニ・スーパートロフェオ・アジア                        | DIRECTION RACING               | 2      | 0    | 0  | 0  | 1      | N/A      | N/A   |
| 2016 | ランボルギーニ・スーパートロフェオ・ワールドファイナル - プロアマ | DIRECTION RACING               | 2      | 0    | 0  | 0  | 0      | 4        | 10位  |
| 2017 | SUPER GT - GT300                                                  | JLOC                           | 7      | 0    | 2  | 0  | 0      | 28       | 10位  |
| 2017 | スーパー耐久 - ST-X                                               | KONDO RACING                   | 6      | 2    | 0  | 1  | 3      | 84‡      | 2位 ‡ |
| 2018 | SUPER GT - GT300                                                  | JLOC                           | 8      | 0    | 2  | 0  | 0      | 33       | 10位  |
| 2018 | 鈴鹿10時間耐久 - プロ                                             | JLOC                           | 1      | 0    | 0  | 0  | 0      | N/A      | 15位  |
| 2018 | スーパー耐久 - ST-X                                               | KONDO RACING                   | 5      | 1    | 0  | 1  | 4      | 101.5‡   | 2位 ‡ |
| 2018 | 全日本F3選手権                                                    | B-MAX RACING                   | 2      | 0    | 0  | 0  | 0      | 0        | NA    |
| 2019 | SUPER GT - GT300                                                  | KONDO RACING                   | 8      | 0    | 1  | 0  | 1      | 46       | 6位   |
| 2019 | スーパー耐久 - ST-X                                               | GTNET MOTOR SPORTS             | 1      | 1    | 0  | 0  | 1      | 130‡     | 1位‡  |
| 2020 | SUPER GT - GT500                                                  | TEAM IMPUL                     | 8      | 0    | 0  | 0  | 1      | 24       | 15位  |
| 2020 | スーパー耐久 - ST-X                                               | GTNET MOTOR SPORTS             | 1      | 0    | 0  | 0  | 1      | 82.5‡    | 3位‡  |
| 2021 | SUPER GT - GT500                                                  | TEAM IMPUL                     | 8      | 1    | 0  | 0  | 2      | 45       | 8位   |
| 2022 | SUPER GT - GT500                                                  | TEAM IMPUL                     | 8      | 1    | 0  | 0  | 4      | 70.5     | 1位   |
| 2022 | スーパー耐久 - ST-3                                               | FKS TEAM FUKUSHIMA             | 4      | 0    | 0  | 0  | 1      | 76‡      | 4位‡  |
| 2023 | SUPER GT - GT500                                                  | TEAM IMPUL                     | 8      | 0    | 0  | 0  | 1      | 46       | 5位   |
| 2023 | スーパー耐久 - ST-Z                                               | ナニワ電装TEAM IMPUL           | 7      | 0    | 0  | 0  | 1      | 59.5‡    | 7位‡  |
| 2024 | SUPER GT - GT500                                                  | TEAM IMPUL                     | 8      | 0    | 0  | 1  | 2      | 47       | 6位   |
| 2024 | スーパー耐久 - ST-Z                                               | NANIWA DENSO TEAM IMPUL        | 7      | 0    | 1  | 0  | 2      | 71.5‡    | 7位‡  |
| 2025 | SUPER GT - GT500                                                  | TEAM IMPUL                     |        |      |    |    |        |          |       |
| 2025 | スーパー耐久 - ST-Z                                               | NANIWA DENSO TEAM IMPUL        |        |      |    |    |        |          |       |

‡ チーム順位
- 2007年 
  - ロータックス・MAX ユーロチャレンジ Jr Rotax Max クラス （シリーズ3位・1勝）[25]
  - Super One イギリス選手権 Jr Rotax Maxクラス （シリーズ4位・1勝）
- 2008年
  - フォーミュラ・ルノー2.0 UK B.A.R.Cクラス（6位、10位）
  - フォーミュラ・ルノーUKウィンターシリーズ UKルノークラス（9位、10位）
- 2009年 - 鈴鹿サーキットレーシングスクール・フォーミュラ（SRS-F）卒業
- 2010年 - フォーミュラチャレンジ・ジャパン（シリーズ3位）
- 2011年 - フォーミュラチャレンジ・ジャパン（シリーズ4位・3勝）
- 2012年 - 全日本F3選手権 Nクラス（シリーズ2位）
- 2013年 - スーパー耐久 ST-4クラス＜第7戦スポット参戦＞（TRACY SPORTS #40 車買取 HERO'S S2000）（シリーズ10位・1勝）
- 2014年 - SUPER GT GT300クラス＜第6戦スポット参戦＞（JLOC #88 マネパ ランボルギーニ GT3）
- 2015年 - SUPER GT・300クラス（JLOC #88 マネパ ランボルギーニ GT3）（シリーズ16位）
- 2016年
  - SUPER GT・GT300クラス（JLOC #88 マネパ ランボルギーニ GT3）（シリーズ11位）
  - スーパー耐久 ST-Xクラス（KONDO RACING #24 スリーボンド 日産自動車大学校 GT-R）（シリーズチャンピオン・4勝）
- 2017年
  - SUPER GT・GT300クラス（JLOC #88 マネパ ランボルギーニ GT3）（シリーズ10位）
  - スーパー耐久 ST-Xクラス（KONDO RACING #24 スリーボンド 日産自動車大学校 GT-R）（シリーズ2位・2勝）
- 2018年
  - SUPER GT・GT300クラス（JLOC #88 マネパ ランボルギーニ GT3）（シリーズ10位）
  - 全日本F3選手権＜第3,4戦スポット参戦＞
  - スーパー耐久 ST-Xクラス（KONDO RACING #24 スリーボンド 日産自動車大学校 GT-R）（シリーズ2位・1勝）
- 2019年 - SUPER GT・GT300クラス（KONDO RACING #56 リアライズ 日産自動車大学校 GT-R）（シリーズ6位）
- 2020年 - SUPER GT・GT500クラス（TEAM IMPUL #12 カルソニック IMPUL GT-R）（シリーズ15位）
- 2021年 - SUPER GT・GT500クラス（TEAM IMPUL #12 カルソニック IMPUL GT-R）（シリーズ8位・1勝）
- 2022年
  - SUPER GT・GT500クラス（TEAM IMPUL #12 カルソニック IMPUL Z）（シリーズチャンピオン・1勝）
  - スーパー耐久 ST-3クラス（FKS TEAM FUKUSHIMA #311 Team Fukushima Z34）
- 2023年
  - SUPER GT・GT500クラス（TEAM IMPUL #1 MARELLI IMPUL Z）（シリーズ5位）
  - スーパー耐久 ST-Zクラス（ナニワ電装 TEAM IMPUL #20 ナニワ電装 TEAM IMPUL Z）
- 2024年
  - SUPER GT・GT500クラス（TEAM IMPUL #12 MARELLI IMPUL Z）（シリーズ6位）
  - スーパー耐久 ST-Zクラス（TEAM IMPUL #20 NANIWA DENSO TEAM IMPUL Z）
- 2025年
  - SUPER GT・GT500クラス（TEAM IMPUL #12 TRS IMPUL with SDG Z）
  - スーパー耐久 ST-Zクラス（TEAM IMPUL #20 NANIWA DENSO TEAM IMPUL Z）

### 全日本フォーミュラ3選手権
| 年     | チーム            | シャシ         | エンジン      | クラス | 1      | 2      | 3       | 4       | 5      | 6      | 7      | 8      | 9      | 10     | 11     | 12     | 13     | 14     | 15     | 16   | 17   | 18   | 19   | 順位 | ポイント |
| ------ | ----------------- | -------------- | ------------- | ------ | ------ | ------ | ------- | ------- | ------ | ------ | ------ | ------ | ------ | ------ | ------ | ------ | ------ | ------ | ------ | ---- | ---- | ---- | ---- | ---- | -------- |
| 2012年 | HFDP RACING       | ダラーラ・F307 | トヨタ・3S-GE | N      | SUZ1 2 | SUZ2 2 | TRM1 1  | TRM1 1  | FSW1 1 | FSW2 1 | TRM1 4 | TRM2 2 | OKA1 2 | OKA2 2 | SUG1 2 | SUG2 3 | SUG3 2 | FSW1 4 | FSW2 2 |      |      |      |      | 2位  | 110      |
| 2018年 | B-MAX RACING TEAM | ダラーラ・F312 | VW・A41       |        | SUZ1   | SUZ2   | SUG1 10 | SUG2 10 | FSW1   | FSW2   | OKA1   | OKA2   | OKA3   | TRM1   | TRM2   | TRM3   | OKA1   | OKA2   | SUG1   | SUG2 | SUG3 | FSW1 | FSW2 | NC   | 0        |

### SUPER GT
| 年     | チーム       | 使用車両                         | クラス | 1       | 2       | 3       | 4       | 5     | 6      | 7       | 8       | 順位 | ポイント |
| ------ | ------------ | -------------------------------- | ------ | ------- | ------- | ------- | ------- | ----- | ------ | ------- | ------- | ---- | -------- |
| 2014年 | JLOC         | ランボルギーニ・ガヤルド GT3 FL2 | GT300  | OKA     | FSW     | AUT     | SUG     | FSW   | SUZ 13 | CHA     | TRM     | NC   | 0        |
| 2015年 | JLOC         | ランボルギーニ・ガヤルド GT3 FL2 | GT300  | OKA Ret | FSW Ret | CHA     | FSW     | SUZ 4 | SUG 4  | AUT Ret | TRM 7   | 16位 | 22       |
| 2016年 | JLOC         | ランボルギーニ・ウラカンGT3      | GT300  | OKA 9   | FSW 25  | SUG 6   | FSW 4   | SUZ 9 | CHA 10 | TRM 3   | TRM Ret | 11位 | 30       |
| 2017年 | JLOC         | ランボルギーニ・ウラカンGT3      | GT300  | OKA 19  | FSW 25  | AUT 16  | SUG Ret | FSW 7 | SUZ 2  | CHA 5   | TRM Ret | 10位 | 28       |
| 2018年 | JLOC         | ランボルギーニ・ウラカンGT3      | GT300  | OKA 7   | FSW 9   | SUZ 4   | CHA 6   | FSW 6 | SUG 5  | AUT 13  | TRM 27  | 10位 | 33       |
| 2019年 | KONDO RACING | 日産・GT-R NISMO GT3             | GT300  | OKA 5   | FSW 4   | SUZ 18  | CHA 2   | FSW 7 | AUT 8  | SUG 5   | TRM 6   | 6位  | 46       |
| 2020年 | TEAM IMPUL   | 日産・GT-R NISMO GT500           | GT500  | FSW Ret | FSW 11  | SUZ 12  | TRM 12  | FSW 8 | SUZ 2  | TRM 9   | FSW 7   | 15位 | 24       |
| 2021年 | TEAM IMPUL   | 日産・GT-R NISMO GT500           | GT500  | OKA 10  | FSW 9   | SUZ 6   | TRM 11  | SUG 1 | AUT 7  | TRM 3   | FSW 9   | 8位  | 45       |
| 2022年 | TEAM IMPUL   | 日産・Z GT500                    | GT500  | OKA 7   | FSW 3   | SUZ Ret | FSW 2   | SUZ 1 | SUG 5  | AUT 6   | MOT 2   | 1位  | 70.5     |
| 2023年 | TEAM IMPUL   | 日産・Z GT500                    | GT500  | OKA 6   | FSW 9   | SUZ 3   | FSW 15  | SUZ 5 | SUG 4  | AUT 5   | MOT 4   | 5位  | 46       |
| 2024年 | TEAM IMPUL   | 日産・Z NISMO GT500              | GT500  | OKA 11  | FSW 6   | SUZ 4   | FSW 5   | SUZ 3 | SUG 3  | AUT 5   | MOT 11  | 6位  | 47       |
| 2025年 | TEAM IMPUL   | 日産・Z NISMO GT500              | GT500  | OKA Ret | FSW 4   | SEP     | FSW     | SUZ   | SUG    | AUT     | MOT     | 7位* | 19*      |

- 太字はポールポジション、斜字はファステストラップ。(key)
- * : 今シーズンの順位。

## 人物
- 明るい性格で天然キャラと言われるが、打ち解けた人に対しては下ネタも多く、GT500のパートナーとなったベルトラン・バゲットには「悪いニホンゴ」を多く教え込みスケベワードを連発させている。テレビ番組の企画で「平峰選手の直してほしいところ」を質問された佐々木大樹は「下品なところ（笑）」と回答した。
- 若い時期から同じカテゴリーで走っていた松下信治、佐藤公哉、山内英輝[26]と仲が良い。特に佐藤とは、イギリス留学時代に在学していた高校の先輩後輩の関係でもある[27]。
- レースから一時距離を置いた2013年に居酒屋の厨房で一日中料理の仕込みなどをしていたが、料理するのは好きなもののアルコール類を飲むのは好きではなく、ビールを少量口にしただけで酔ってしまい普通の状態ではなくなるという。
- 義理堅い性格で、JLOCでは約5年在籍し、一度辞めていたレース界のレギュラーへと戻してくれた恩義も感じており、2018年終了後NISMO陣営のKONDOレーシングからオファーが届き大きなチャンスと分かっていながらも、本当に移籍していいのものかと葛藤があったと述べている。JLOCの則竹功雄会長にオファーを報告したところ「移籍はさみしいけど行ってこい。そして何かあったら帰ってこい。お前のシートはずっとあるから。」と言われ、感謝と共に大いに感動したという[4]。
- F3の参戦経験はあるが、スーパーフォーミュラなどトップフォーミュラの実戦経験がない事について自身では、「スーパーフォーミュラ(以下SF)に乗っている選手はダウンフォースを感じるセンスを習得できるし、SFのコーナリングスピードを操る経験を多く積める。特に新品タイヤでその状況を走る経験を蓄積できるのは大きい。その経験値を持っている人とそうでない自分とでは、GT500でニュータイヤを履いた予選タイムアタック時にハンデになると思います。それを補うために常に考えていろいろな準備を人より多くしないといけない。」と述べており、「レーシングドライバーとしてスーパーフォーミュラに乗ってみたいという思いは強くある」と2022年末時点でコメントしている[28]。
- GT500へのステップアップとチームIMPULへの加入が内定し、星野一義と初めて話をする機会が巡ってきたときにはかなり緊張していたが、星野が真剣な表情のまま初めに発した言葉が「俺は乳首が一番感じるんだけど、お前はどこが感じるんだ」と下ネタから入ったため、強烈に記憶に残る出来事となった。IMPUL加入初年度のあるレースウィークでは、翌日に予選タイムアタックを控えていたときに星野から「平峰ちょっと来い」と個別に監督ルームに呼ばれ、何を言われるのかと出向くと「あるDVD」を手渡され奮起するよう発破をかけられたこともある[29]。レース面での走る技術的に何か指摘されることは無いと言い、「とにかく思い切り行け。ウチ（IMPUL）では遅かったらその年ですぐクビにするから。思い切り行ってクラッシュしても俺は怒らない。怒るのはお前が出し切らなかった時だ」と言われた平峰は、このチームは自分のレース人生を掛けられるチームだと確信したと語っている[30]。
- 星野一義による平峰の評価は「レース中の無線でマシンに対する文句を言わない。ドライバーは大体トラクションがとかタイヤがとか言ってきて自分を弁護するもんだけど、平峰はそういうの無くタイヤが厳しくなってもずっと速いタイムで走る。これが素晴らしいよ。」とコメントしている。
- GT500に参戦開始すると身体能力をさらに高める必要を感じ、日々のフィジカルトレーニングを強化した。多くのトップアスリートを担当しているプロトレーナー・仲田健の指導の下[31]、トレーニングによる肉体改造を行なった。しかし毎年春先には花粉症に苦しんでいる[32]。
- 2022年最終戦でのGT500チャンピオン決定直後、表彰の準備をしていた控室で母と電話がつながり報告をしていたが、その場にKONDOレーシングの近藤真彦も居合わせたため、「こんな機会は今しかない」と思い母と近藤を電話で会話させた。「マッチ」のアイドル時代を直撃した世代である母は「一生の思い出になった」と喜んでおり、親孝行が少しできたという逸話がある[1]。
- 2023年5月のトークイベントにて、一般人女性と入籍済であると報告をした。スーパーGTでコンビを組むベルトラン・バゲットとあまりに仲が良く、監督の星野一義からは「色々な意味で」心配されていたとのこと。星野に結婚の報告をした際には声を上げて驚かれたという。